# 北部凹腹鳕
北部凹腹鳕（学名：Ventrifossa saikaiensis）为輻鰭魚綱鱈形目鼠尾鳕科凹腹鳕属的鱼类。分布于日本南部和东中国海琉球海沟西侧水深560-755米海区等，属于深海底层鱼类，體長可達25公分，棲息在底層水域，生活習性不明。该物种的模式产地在东海。
此鱼约25公分长。